# Claudia Hürtgen
Claudia Hürtgen, née le 10 septembre 1971 à Aix-la-Chapelle, est une femme pilote automobile allemande. 

## Biographie
Sa carrière en monoplace a été stoppée en 1993 lors d'un grave accident durant le Grand Prix de Monaco de Formule 3. Par la suite, elle s'est reconvertie dans les compétitions de grand tourisme.
En 2002, elle remporte la course du Monterey Sports Car Championships à Laguna Seca et celle de Miami.

## Palmarès
- Vainqueur des 24 Heures de Daytona dans la catégorie GTS-2 en 1997
- Championne d'Allemagne de voiture de tourisme (Deutsche Tourenwagen-Challenge) en 2003 et 2004
- Champion de VLN Langstreckenmeisterschaft Nürburgring en 2005
- Vainqueur des 12 Heures de Hongrie en 2008
- Vainqueur des 24 Heures de Dubaï en 2011

## Résultats aux 24 Heures du Mans
| Année | Voiture         | Équipe                                         | Équipiers                           | Résultat |
| ----- | --------------- | ---------------------------------------------- | ----------------------------------- | -------- |
| 1997  | Porsche 911 GT2 | GT Racing Team AG / Roock Racing               | John Robinson / Hugh Price          | 13e      |
| 1998  | Porsche 911 GT2 | Roock Racing                                   | Michel Ligonnet (de) / Robert Nearn | 17e      |
| 1999  | Porsche 911 GT2 | Roock Racing                                   | André Ahrlé / Vincent Vosse         | 20e      |
| 2001  | Lola B2K/40     | KnightHawk Racing / Roock Racing International | Rich Fairbanks / Chris Gleason      | Abandon  |